# Antígona (filha de Euritião)
Antígona, na mitologia grega, foi uma filha de Euritião, rei de Fítia, e foi casada com Peleu, o pai de Aquiles. Ela se suicidou quando ouviu rumores de que seria repudiada.

## Família
Seu pai, Euritião, era filho de Actor; os mitógrafos modernos não são consensuais sobre quem seria este personagem.

## Casamento com Peleu
Peleu, filho de Éaco, após assassinar com Telamon  seu meio-irmão Foco, fugiu da ilha de Egina, cujo rei era seu pai.
Telamon foi para a ilha de Salamina,  e Peleu para a Fítia. 
O rei de Fítia, Euritião, purificou Peleu, e casou-o com sua filha Antígona, com quem Peleu teve uma filha, Polidora. Polidora casou-se com Boro, filho de Perieres.

## Morte
Euritião e Peleu participaram, junto a vários outros herois, da caçada do javali de Calidão. Durante a caçada, ao cercarem o javali, Hileu e Anceu foram mortos pelo monstro, e Peleu matou acidentalmente Euritião, ao arremessar uma lança.
Peleu, após este homicídio involuntário, se refugiou com Acasto, rei de Iolco, e foi por este purificado.
Astidâmia, esposa de Acasto, se apaixonou por Peleu, e tentou seduzí-lo, mas, sendo recusada, enviou a Antígona, a esposa de Peleu, uma mensagem dizendo que Peleu iria casar-se com Estérope, filha de Acasto. Ao ouvir esta notícia, Antígona se suicidou por enforcamento.
Mais tarde Peleu teve, com a nereida Tétis um filho, o heroi Aquiles. Ele retornou a Iolco com Jasão e os dióscuros, arrasou a cidade e executou Astidâmia por esquartejamento.